# Karl Stöcker
Karl August Heinrich Stöcker-Rothenburg (* 11. Dezember 1845 in Langenfeld; † 25. Februar 1908 in Nürnberg) war Landwirt, Gastwirt und Mitglied des Deutschen Reichstags.

## Leben
Heinrich Stöcker besuchte die Volksschule Langenfeld, die Lateinschule und das Gymnasium in Erlangen und dann bis 1864 die polytechnische Schule in Nürnberg, wo er sein Absolutorium machte. Zwischen 1864 und 1866 besuchte er die Landwirtschaftsschule in Weihenstephan. Von 1867 bis 1868 war er Ökonomiepraktikant auf einem Gut bei Kitzingen. Er unternahm umfangreiche Reisen und übernahm 1876 das väterliche Gut in Langenfeld. 1898 verkaufte er das Gut und wurde Privatier in Erlangen.
Zwischen 1881 und 1904 sowie von 1906 bis 1907 war er Mitglied der Bayerischen Kammer der Abgeordneten. Seine Vorschläge zu einer beschleunigten Ablösung des Bodenzinses hatte Finanzminister Emil von Riedel als Grundlage eines neuen Gesetzes genutzt. Von 1884 bis 1890 war Stöcker Mitglied des Deutschen Reichstags für den Wahlkreis Mittelfranken 6 (Rothenburg ob der Tauber, Neustadt an der Aisch) und die Nationalliberale Partei.